# Salem Abdulla
Salem Abdulla (Arabic:سالم عبد الله) (sinh ngày 18 tháng 2 năm 1984) là một cầu thủ bóng đá người Các Tiểu vương quốc Ả Rập Thống nhất. Hiện tại anh thi đấu cho Dibba Al-Fujairah.